# (15812) 1994 PZ
(15812) 1994 PZ est un astéroïde de la ceinture principale d'astéroïdes découvert en 1994.

## Description
(15812) 1994 PZ a été découvert le 14 août 1994 à l'observatoire astronomique d'Ōizumi, situé à Ōizumi, dans la préfecture de Gunma, au Japon, par Takao Kobayashi.

### Caractéristiques orbitales
L'orbite de cet astéroïde est caractérisée par un demi-grand axe de 2,13 UA, un périhélie de 1,78 UA, une excentricité de 0,16 et une inclinaison de 3,12° par rapport à l'écliptique. Du fait de ces caractéristiques, à savoir un demi-grand axe compris entre 2 et 3,2 UA et un périhélie supérieur à 1,666 UA, il est classé, selon la JPL Small-Body Database, comme objet de la ceinture principale d'astéroïdes.

### Caractéristiques physiques
(15812) 1994 PZ a une magnitude absolue (H) de 15,0 et un albédo estimé à 0,353.